# Koudou-Bégo
Koudou-Bégo est une commune rurale de la préfecture de la Ouaka, en République centrafricaine. La principale localité de la commune est Bakala, chef-lieu de sous-préfecture. Elle doit son nom à deux cours d'eau du bassin de la rivière Ouaka, la Koudou et le Bégo.

## Géographie
La commune de Koudou-Bégo est située au centre-ouest de la préfecture de la Ouaka. La plupart des villages sont localisés sur l’axe Mbrès – Bakala – Ippy.
| Mbrès    | Vassako               | Yéngou             |
| Mala     | Koudou-Bégo           | Baïdou-Ngoumbourou |
| Pouyamba | Pladama-Ouaka, Lissa, | Danga-Gboudou      |

## Villages
Les principaux villages de la commune sont : Bakala, Mouroubas et Wandalongo.
La commune compte 44 villages en zone rurale recensés en 2003 : Bakala-Koupi, Banguela, Banziri, Binguimale, Binguimandji, Bissimida, Bodo, Bornous, Brouandja, Dambou Yassi, Dobale-Yangoa, Gazaporo, Gbakabi, Kobadjia, Koudoukou, Mabanga, Madomale Mbres, Malekara, Maleyangue, Maleyolo, Mangolema, Mbadjie, Mouroubas, Ndakadja, Ngaoda, Ngarambeti,
Oualambele, Pagonendji, Pangoula, Pelemandji 1, Pelemandji 2, Rays, Sabone, Saboyombo, Vidakpa-Ngapo, Wandalongo, Yafondo, Yakatcha, Yaligaza, Yambassa, Yangassa, Yango-Forgeron, Zouhouli, Zourou.

## Éducation
La commune compte 6 écoles publiques : Pangola, Maloum Mele à Bakala, Morouba, Yombandji, Pagonendji et Yaligaza.